# 阿錫穆特布林冰川
71°23′S 13°42′E / 71.383°S 13.700°E
阿錫穆特布林冰川（英語：Asimutbreen Glacier）是南極洲的冰川，位於毛德皇后地的阿斯特里德公主海岸，流經萬根格伊姆冰川和索爾赫格德內高地，最終注入萬根格伊姆冰川。